# Macleaya cordata
Macleaya cordata es una especie de planta fanerógama perteneciente a la familia Papaveraceae, que se utiliza como planta ornamental. Es nativa de China y Japón. 

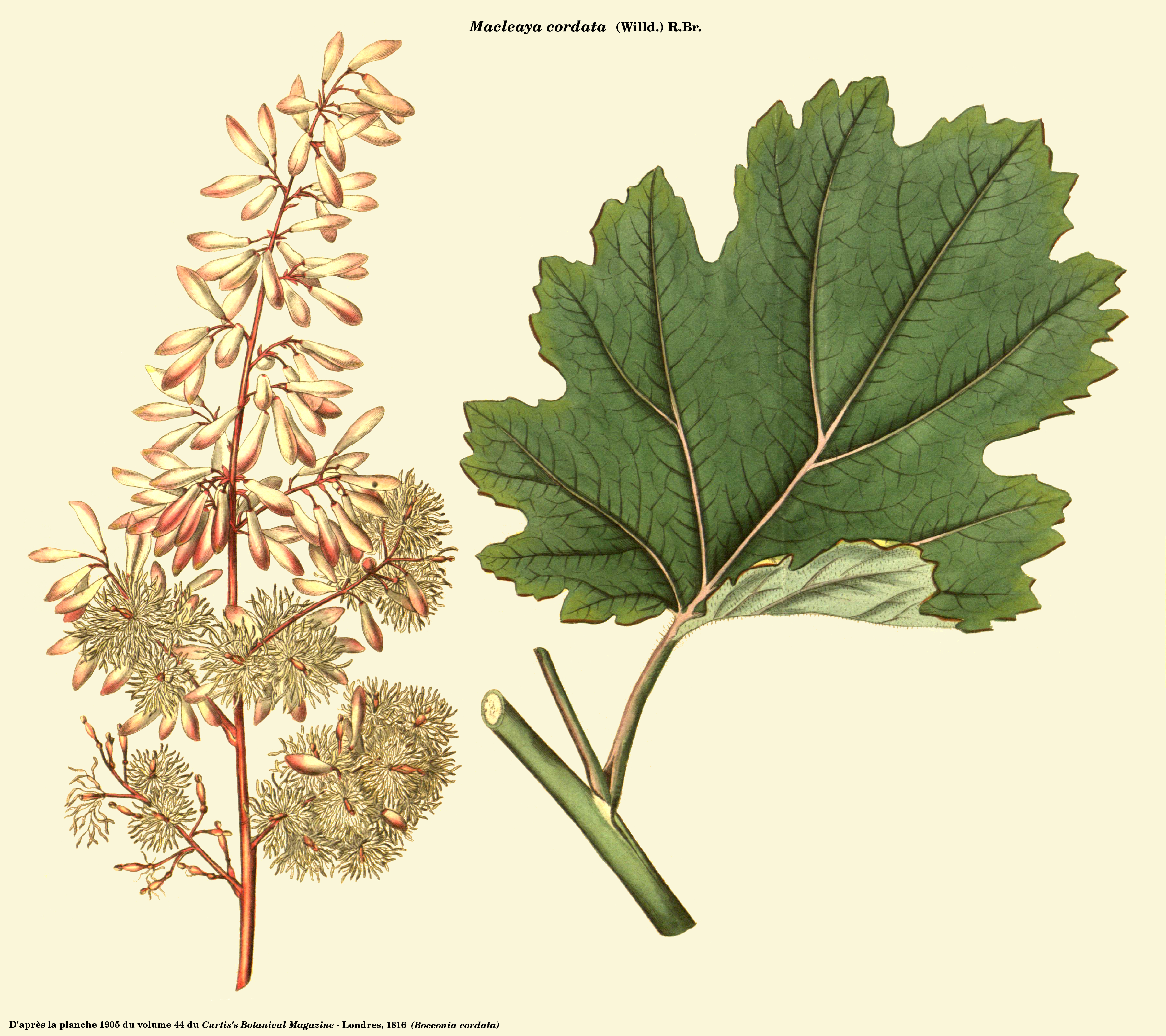
Ilustración

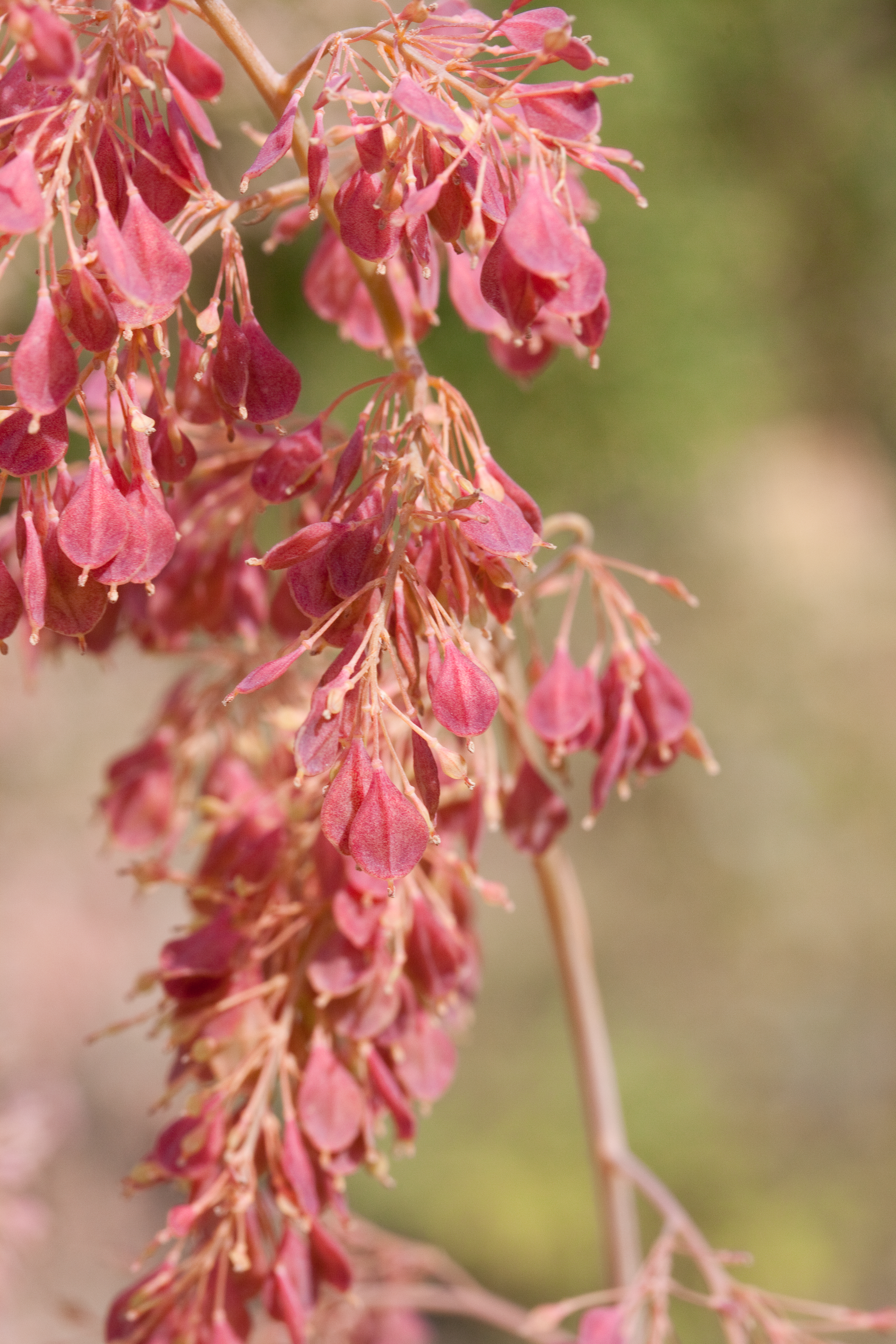
Detalle de la planta

## Descripción
Es una herbácea perenne que alcanza un tamaño de 2,5 m  de alto por 1 m o más de ancho, con hojas de color verde oliva y aireadas panículas de flores de color de  blanco que se producen en verano.
En jardinería, tiende a invadir si se dan las condiciones apropiadas para su crecimiento.

## Propiedades
Macleaya cordata es una fuente de compuestos bioactivos, principalmente de isoquinolina, alcaloide que se utiliza en actividades fitoterápicas como  antiinflamatorias y antimicrobianas. El aceite de la semilla contiene dihydrosanguinarina, dihidroqueleritrina y doce ácidos grasos de los cuales predominan el linoleico, oleico, palmítico y esteárico.

## Taxonomía
Macleaya cordata fue descrita por (Willd.) R.Br. y publicado en Narrative of Travels and Discoveries in Nothern and Central Africa app.: 218. 1826.
Etimología
Macleaya: nombre genérico otorgado en honor del entomólogo escocés Alexander Macleay (1767-1848).
cordata epíteto latíno que significa "en forma de corazón", en referencia a la forma de las hojas.
Sinonimia
- Bocconia cordata Willd.	basónimo
- Bocconia cordata var. thunbergii Miq.
- Bocconia japonica André
- Bocconia jedoensis Carrière
- Macleaya cordata var. yedoensis (André) Fedde
- Macleaya yedoensis André
- Marzaria cordata (Willd.) Raf.[8]